# Операција Стрела
Операција Стрела, односно битка на Паштрику, била је агресивна војна операција, садржана у скупу нападачких борбених дејстава такозване Ослободилачке војске Косова, потпомогнутих снагама албанске војске, НАТО, страним плаћеницима и НАТО инструкторима, а против јединица Војске Југославије у периоду од 26. маја до 10. јуна 1999. Циљ операције Стрела био је сламање отпора, разбијање и уништење одбрамбених снага ВЈ на самој граници, за 6 сати највише два дана ући у град Призрен, те отварање коридора за додатно убацивање терориста на подручје Косова и Метохије и пресецање комуникација на линији Пећ — Призрен. У ширем плану, ова операција је требало да обезбеди јужни коридор, који би послужио за инвазију снага НАТО на територију Савезне Републике Југославије. Ова операција је је реализована током агресије НАТО на СРЈ, у склопу које је трајало интензивно бомбардовање СР Југославије од стране НАТО.
Борбена дејства су се одиграла тежишно од ширег рејона карауле „Горожуп” /55. грб до врха Паштрика и карауле „Ликен”, на граници СР Југославије и Републике Албаније. То је била највећа и најтежа битка наше војске током НАТО агресије. То је била најасиметричнија битка у историји ратовања. Операција Стрела је по својим карактеристикама класична ваздухопловно-копнена операција.

## Планирање

### Планови нападача
Током агресије на СРЈ, план о уништењу снага Војске Југославије из ваздушног простора није давао планиране резултате. Такође, снаге ОВК на територији Косова и Метохије биле су под великим притиском и у критичној ситуацији. Претило им је потпуно уништење. Како офанзивна дејства преко карауле Кошаре нису давала жељене резултате, рејон Паштрика је добио већи тактички значај. Почео је напад преко планине Паштрик у склопу Дримско-косовског оперативног правца.
Циљ агресора у овом сектору је био разбијање снага ВЈ на граници, овладавање висовима Паштрика, пробијање коридора уз реку Бели Дрим, улазак у Метохију и пресецање главних саобраћајница. Ово би омогућило дотур муниције, оружја и свежих снага ОВК. Та помоћ снагама ОВК требало је да омогући интензивнија копнена дејства против ВЈ.
План је укључивао копнену офанзиву правцем Кукс-Призрен-Сува Река и даље ка Приштини. Ову офанзиву у првој фази до избијања снага терориста ОВК преко Паштрика у Призренско поље подржале би ваздухопловне снаге НАТО под командом генерала Веслија Кларка. По избијању ових снага у Призренско поље кренуле би копнене снаге НАТО из Албаније од карауле Врбнице дуж асфалтног пута ка Призрену.
Како је у претходном периоду ПВО Војске Југославије дејствовала са одређеним успесима он је одлучио да се пре конкретних задатака и дејства авијације изведу демонстративни и тренажни летови. Они су се одвијали у три фазе:
- у првој фази хеликоптери типа „Апач” изводили су демонстративне, тренажне и извиђачке летове до граничне линије без борбених дејстава,
- у другој фази хеликоптери су летели до граничне линије и симулирали борбена дејства, користећи ватрено наоружање, и
- у трећој фази, хеликоптери су летели до граничне линије и борбено дејствовали без прелета исте.

Истовремено, планирана су дејства из ваздушног простора по положајима артиљеријско-ракетних јединица (АРЈ) Војске Југославије и блиска подршка својих копнених снага, са авијацијом за подршку.
Циљ операције Стрела био је да се направи продор на два правца ради пресецања и заузимање саобраћајнице Призрен—Пећ.
У том периоду, снаге ОВК нису биле способне за сукоб и операције ширих размера без веће помоћи споља. У току зиме 1998. године и пролећа 1999. године, операцијама снага безбедности СРЈ терористичке групације на Косову и Метохији су разбијене и њихова моћ је била значајно ослабљена за било какве операције. Била им је неопходна хитна помоћ са стране у виду опреме и људства за опстанак и наставак терористичких акција. Заједничка стратешка замисао ОВК са НАТО стратезима била је „заједнички рат до исцрпљења” против снага СРЈ. У таквом сукобу, НАТО би својим вишеструким преимућством поразио снаге СРЈ.
НАТО планери су у оптицају имали и пуну инвазију копнених трупа из Албаније. Алтернативни правци су били напади из Босне и Херцеговине, Мађарске и Бугарске. Иако је приоритет имао напад из Републике Албаније, тај план је разрађиван током саме операције због многих недостатака, укључујући и логистичке проблеме.

### Планови одбране
Обавештајна служба Војске Југославије је пред почетак НАТО агресије имала информације о груписању и распоређивању снага НАТО у Албанији и Македонији. У складу са са тим информацијама, али и због непосредне ратне опасности по СРЈ, у оперативну употребу ушли су ратни планови распоређивања и дејстава снага Приштинског корпуса. Како је од средине 1998. године донета одлука о проширењу граничног појаса са 500 метара на 5 км, повећао се и простор који се могао контролисати. На граници су се од маја 1998. године налазиле и четири борбене групе 549. мтбр у функцији дубинског обезбеђења државне границе. Бригада је обезбеђивала 90 км границе према Албанији и 60 км према Македонији.
Током 1998. године и до почетка НАТО агресије учестали су насилни преласци терориста преко државне границе. Јединице и командни кадар 549. мтбр поседовале су ратно искуство из 1998. године током угушења оружане побуне Шиптара у својој зони одговорности. Од јула до 29. септембра 1998. године реализовали су 13 анти-терористичких борбених дејстава. Током 1998. године забележена су 176 гранична инцидента у функцији спречавања илегалног преласка државне границе и уношења наоружања и друге ратне опреме из Албаније на простор Косова и Метохије.
Како се на терену који је контролисала 549. моторизована бригада налазио и правац погодан за кретање оклопних возила, овај простор је запречен. У минске бунаре урађене током мира у склопу уређења територије положено је 7 тона експлозива и постављени бетонски и метални тетраедри. Дуж граничне линије на процењеним правцима постављена су противпешадијска минска поља.

## Снаге сукобљених страна
Офанзивна дејства су планирана на простору планине Паштрик, карактеристичном због тешко проходног терена, литица и шуме. То је ограничавало кретање оклопних и механизованих јединица у првим фазама операције, па су акције биле условљене лаким пешадијским борбеним снагама. Коридор повољан за пролаз и дејство крупнијих борбених формација и оклопних возила, а који се налазио у долини реке Бели Дрим, био је у плану за каснија дејства по окончању заузимања планинских врхова, односно борбеног осигурања бокова главног продора.

### Снаге Војске Југославије
Терористичким и јединицама НАТО супротставила се 549. мтбр (команда у Призрену) са претпотчињеним и јединицама ојачања из састава Приштинског корпуса Војске Југославије. Десни сусед била је 125. моторизована бригада (са командом у Косовској Митровици), у другом ешелону Приштинског корпуса налазила се 243. механизована бригада.
Непосредно на граничној линији у првом ешелону бригаде налазио се 1. мтб и карауле 55. граничног батаљона.
На правцу Ћафа Прушит — Ђаковица налазио се 2. мтб/549. мтбр и једна чета 53. граничног батаљона.
Бригадна артиљеријска група 549. мтбр (дисперзијом средстава подршке распоређена на 14 локација) и део 52. мабр/ПрК распоређене су у граничном појасу још од 1998. године и имале су разрађен план дејства по могућим правцима напада непријатеља.
У рејону карауле „Ликен” од почетка агресије налазио се део Извиђачке чете, 549. мтбр и део 52. Извиђачке чете/ПрК. Одбрана државне границе вршена је по систему појачаног линијског и дубинског обезбеђења.

### Снаге ОВК
Тачан број припадника ОВК који је био укључен у фазама операције није могуће утврдити. По неким проценама, у првом таласу требало је да учествује од 12.000 до 20.000 бораца. У овај број улазе елементи 2. пешадијске дивизије (команда у Куксу), војске Републике Албаније (јачине око 5.000 људи), као и самостални артиљеријски пукови са командом у граду Кукеш. Око 10.000 терориста сконцентрисано је у дубини територије правцем Кукс-Крума-планински Паштрик. Албанска војска, иако званично неутрална, пружала је логистичку подршку копненом делу инвазије као и помоћ у људству, опреми, а и директно се укључивши у дејства. Од опреме која је непосредно одређена за коришћење издвајају се минобацачи 60, 82 и 120 mm, топови „Тип 59-1” калибра 130 mm и „Тип 66” калибра 152 mm, лако стрељачко и противоклопно/авионско наоружање. Отпочињањем агресије НАТО-а у борбена дејства укључиле су се и оклопне јединице албанске војске. Албанска страна могла је да рачуна и на Атлантску бригаду, јединицу формирану од Албанаца из САД са инструкторима америчке војске. У својим редовима, ОВК је имала и стране плаћенике, добровољце и професионалне војнике других националности. Од око 5.000 добровољаца у операцији је учествовало неколико стотина војника. Базе ових јединица и кампови налазили су се у близини границе на северу Албаније. Контакт терористичке ОВК са НАТО оствариван је преко Војске Албаније и путем незваничних канала тј. преко шпијуна ЦИА, САС-а и других тајних служби. Након завршене обуке у центрима за обуку терориста у Албанији, британски САС опремао их је модерном комуникационом техником преко којих су након илегалног преласка на простор Косова и Метохије наводили бомбардере НАТО на циљеве на земљи.

### НАТО снаге
НАТО снаге у региону су осим дејстава по циљевима у дубини територије Југославије имале и посебне задатке и вези са југословенско-албанском границом. Планирана је јака ваздухопловна подршка копненој инвазији са непосредном подршком и заштитом копнених трупа при продирању преко граничне линије, а са циљем сламања отпора, разбијања и уништавања снага ВЈ. У наоружању НАТО трупа непосредно планираних за дејство били су хеликоптери оперативне групе „Јастреб” -64 Апач за борбена дејства и UH-60 Блек Хоук за транспорт и убацивање копнених трупа (летови су касније прекинути). Из база у Албанији дејствовали су A-10 Тандерболт, бомбардери -1, B-52 као и F-16 Фајтинг фалкон и F/A-18 Хорнет. Копнене снаге НАТО у Албанији бројале су око 12.000 војника, 30 тенкова, 26 борбених и 26 транспортних хеликоптера, а у Македонији око 17.000 војника, 157 тенкова, 300 борбених возила пешадије и 84 артиљеријских оруђа. За директно укључење у борбу планиране су снаге у Албанији док би се снаге у Македонији прикључиле након отварања коридора и пораза Војске Југославије у Метохији. Уз регуларне трупе НАТО-а прикључени су и тимови командоса из норвешке Херенс Јегеркомандо (норв. Hærens Jegerkommando) и специјалне јединице Форсварец Спесијалкомандо (норв. Forsvarets Spesialkommando).
Оперативна група „Јастреб”, јачине од око 5.100 људи, опремљена је са 24 борбена хеликоптера типа AH-64 Апач за директно дејство по граничној линији и 22 транспортна хеликоптера типа UH-60 Блек Хоук и CH–47 Чинук. Задатак ове групе била је подршка током офанзиве припадницима ОВК, борбено дејство по линијама Војске Југославије, дубинско дејство по концентрацијама трупа и разбијање и уништавање одбрамбених снага. Ова јединица је била опремљена и најсавременијом радио-радарском опремом за извиђање и електронску борбу. Приоритетан задатак који им је био постављен је откривање и лоцирање артиљеријских јединица Војске Југославије. У свом саставу ова група је имала и 27 вишецевних бацача ракета типа М-270. Ова група је ојачана у априлу 1999. батеријом M-109A6 Паладин калибра 155 mm (8 оруђа) и батеријом топова M-119 калибра 105 mm (укупно 6 оруђа).
У свим фазама операције деловали су и припадници ЦИА као обавештајци, људство за везу, контролу, обуку и навођење — сви у центру у Куксу. Уз њих, распоређени су и појединци британског САС, који су и директно укључени у каснија копнена дејства. Како је сама операција припремана у журби, бројност НАТО трупа била је испод нивоа неопходног за успешно дубинско деловања и пробој.
База за навођење и координацију дејстава НАТО снага (групе „Јастреб”) налазила се код места Кцире у близини границе са Југославијом. У њој се налазио део артиљеријских снага ојачан моторизованом пешадијом, оклопним возилима М-2 Бредли, минобацачким водом са оруђима калибра 120 mm, трупном ПВО, извиђачким и водом војне полиције, инжењеријским јединицама, као и санитетском и обавештајном службом.
Између саме базе и границе налазиле су се трупе Војске Албаније и ОВК, што НАТО команда није сматрала довољно ефектним и сигурним, те је база самостално организовала своју одбрану са око 400 припадника.
НАТО снаге биле су у сталном контакту са ОВК, одржавале састанке безбедносног и обавештајног типа, одржавале радио везу са групама ОВК у дубини Косова и Метохије.

## Догађаји који су претходили операцији
Током 1998. и 1999. године, ОВК су вршиле извиђања и насилни прелазак државне границе са Републиком Албанијом. Честе су биле и провокације са територије Републике Албаније. Дана 9. августа, један сат после поноћи, група терориста је покушала насилни прелазак државне границе и том приликом је разбијена. У поподневним сатима 18. августа у рејону карауле „Горожуп” са територије Албаније је отварана ватра на положаје граничара Војске Југославије.
По отпочињању агресије на СРЈ, главно тежиште удара агресора је било на северу, односно на правцу карауле Кошаре и положаја 125. моторизоване бригаде. У другој половини априла, НАТО, ЦИА и ОВК сарађују у пуној мери у организовању, планирању и извођењу дејстава на положаје Војске Југославије. Током децембра 1998. године на граници према Албанији интензивирани су покушаји убацивања терористичких група. Један од таквих догађаја десио се 3. децембра 1998. године на планини Паштрик. Приликом овог догађаја погинуло је 8 терориста у борби а један рањен се успео извући. Дана 13/14. децембра 1998. године у ширем рејону објекта Ликен разбијена је терористичка група која је бројала 153 лица. Међу њима је било 60 официра који су завршили школовање за дужности командира вода, командира чете и команданта батаљона. У саставу групе била је и специјална јединица терориста УЧК, јачине 40 припадника, која је у Албанији опремљена специјалном опремом. Епилог овог сукоба био је следећи: ликвидирано је 41 терориста, око 40 терориста је рањено док је 9 лишено слободе (заробљено) међу којима и једна жена. Губитака међу припадницима војске није било.
Дана 11. марта 1999. године реализована је бриљантно анти-терористичко борбено дејство у селу Јешково и уништена специјална јединицу шиптарско-терористичких снага око 30 људи. Реализацијом овог анти-терористичког борбеног дејства релаксиран је Призрен са јужне стране, учињена је безбедним комуникација Призрен — гранични прелаз Врбница.
Током 16. и 17. марта 1999. године 549. мтбр реализовала је анти-терористичко борбено дејство и заузела је упоришта терориста ОВК у селу Кабаш, општина Призрен. Марш ка Кабашу био је најтежи марш током рата на Косову и Метохији 1998.-1999. године, у изузетно сложеним метео условима. Град Призрен релаксиран је са северне и северно-источне стране. Успостављена је потпуна безбедност на регионалном путу Призрен — Сува Река.
Од 25. до 29. марта 1999. године не губећи ниједан дан, без обзира на нове околности везане за превласт непријатеља у ваздушном простору уништене су две бригаде терориста у троуглу Сува река — Ораховац — Призрен. Борбени хеликоптери „Апачи” из оперативне групе „Јастреб” извршили су осам напада на наше карауле из састава 55. грб.
Без правног основа започела је агресија на Савезну Републику Југославију 24. марта 1999. године. По отпочињању агресије на СРЈ, главно тежиште удара агресора је било на северу, односно на правцу карауле Кошаре и положаја 125. моторизоване бригаде. У другој половини априла, НАТО, ЦИА и ОВК сарађују у пуној мери у организовању, планирању и извођењу дејстава на положаје Војске Југославије. На Паштрику су трајала мања копнена дејства са израженом подршком из ваздуха од стране НАТО авијације. Она је нападала значајније циљеве, карауле и могуће положаје ВЈ. У том временском периоду изражена је употреба беспилотних летелица за потребе сталног извиђања у стварном времену. Током битке за Кошаре, ОВК је претрпела неуспех и њен покушај пробоја и стварања коридора завршен је у неуспеху и хаосу.
Команда 549. мтбр свакодневно је пратила шта се дешава на правцу десног суседа. После месец дана борбених дејстава на правцу Кошара, заустављања непријатеља у даљем продору, било је јасно да терористи не могу остварити циљ на том правцу и да ће доћи до напада преко планине Паштрик на Дримско-косовском правцу. Команда 549. мтбр процењивала је само време када ће отпочети напад и којим од тактичких праваца ће највероватније кренути.

## Почетак операције
На рејон одбране 2.мтб/549. мтбр 17. маја 1999. године снаге албанске војске и терориста око 14.30 часова извршили су напад на правцу граничног прелаза Ћафа Прушит. Нападу непријатеља претходило је дејство НАТО авијације и артиљеријска припрема напада. Снаге непријатеља на копну ојачане тенковима биле су око 1500 људи. Умешним командовањем у батаљону, нанети су велики губици непријатељу у живој сили. На самом почетку уништен је један непријатељски тенк. Након тога непријатељ се повукао а стање на положајима остало је непромењено.
Дана 26. маја 1999. године око 04.30 часова демонстративним нападом на правцу 2.мтб, од Ћафа Прушит ка Кунори отпочео је нови напад непријатеља. Артиљерија војске Албаније дејствовала је вишецевним бацачима ракета, хаубицама и минобацачима свих калибара. Овај копнени напад није показао велики интензитет и није било померања положаја. Није било губитака код 2.мтб.
Истог дана око 04.30 часова кренуо је напад на превој Ликен и на положаје на којима се налазило око 25 припадника ИДЧ/549. мтбр. организовано је дочекано наступање терориста. У непосредном ватреном окршају и размени ватре нанети су велики губици непријатељу.
После демонстративних напада на претходним правцима, на правцу карауле Горожуп која се налази са јужне стране планине Паштрик, око девет часова кренуо је главни напад терориста. Отворена је снажна ватра по Горожупском платоу и самој граници у функцији ватрене припреме напада. На фронту од шест километара јачина војске била је око 400 припадника, граничара и војника из бригаде. Тачније на том правцу налазила се 1. чета 1.мтб, а на караули „Горожуп” припадници карауле јачине два вода (63 човека). На самој граничној, односно првој линији налазило се укупно око 200 бораца.
У првој линији наступало је око 1.000 терориста у четири стрељачка строја, који су били на удаљености један од другог око 200 метара. Поред тога, у непосредној близини границе било је 5.000 терориста. Имали су подршку артиљерије војске Албаније. Тенкови су гађали посредно са дистанце где их не видимо као и хаубице 122 мм, минобацачи 120 мм и вишецевни бацачи ракета. Током самог почетка напада авијација агресора није дејствовала. Први талас напада је заустављен и терористи одбачени на своје полазне положаје.
У команду бригаде током јутарњих часова 26. маја 1999. године, почели су стизати извештаји о дејству на наше положаје на Горожупу. Јасно је било да су то покушаји убацивања шиптарских снага са простора Албаније преко Паштрика на нашу територију.
Одговорено је вишецевним бацачима ракета, хаубицама 122 мм и минобацачима 120 мм. Наношени су непријатељу прилично велики губици.
У току првог дана терористи су нападали у више наврата. Напади су били силовити. Командир прве чете са расположивим снагама упорно је бранио прву линију са циљем да не дозволи продор дуж реке Бели Дрим. Командир карауле бескомпромисно је бранио положаје отпорне тачке на караули и око карауле. Командант 1.мтб подржавао је минобацачком ватром одбрану своје 1. чете. Бочна дејства посебно минобацача 82 мм са друге стране реке Бели Дрим била су успешна. У команди бригаде интензивно се пратило стање на Горожупу јер интензитет дејства постајао је све већи. Напади агресора били су силовити и јасно се видело да превазилазе оквире граничног инцидента. Све је указивало да је то главни правац напада непријатеља.
Током битке српске снаге су користиле ровове о чему генерал Божидар Делић пише: „Караула Горажуп се држала, била је срушена, али граничари и добровољци из ровова око карауле су задржавали непријатеља… Али у себи се радујем и разумем ту њихову жељу и понос што су повратили своје ровове и своју караулу.”
Командант бригаде Божидар Делић одмах је наредио да се изврши припрема и да се ради стабилизације стања, на Паштрику формира Истурено командно место. За око два сата четворица старешина команде бригаде пристигли су на Планеју и формирали ИКМ. Долазак старешина из команде бригаде унео је додатни осећај сигурности код свих бораца и подигнут је морал код јединица. Увезана су дејства свих јединица на положајима, командовање је учињено ефикаснијим, предузете су неопходне додатне мере безбедности и покривени међупростори. Већ у току првог дана борби на Паштрику бројни су примери херојства војника и старешина.
Непријатељ је и даље снажно дејствовао на граници. Због тога што није било довољно људи непријатељ је успео на источним падинама планине Паштрик да направи пробоје на три места. Продори нису били веће дубине. Највише што су успели да се уклине у нашу територију било је од 200 до 400 метара, на једном месту око километар. Морало се кориговати део положаја. На новим положајима успела се стабилизовати линија одбране. Поново су предузете додатне мере безбедности ради заштите бокова и покривања међупростора. Албанска артиљерија је започела баражну ватру по дубини територије са циљем проналажења и наношења губитака трупама ВЈ.
Припадници карауле Горожуп држали су упорно своје положаје, иако је сама зграда карауле била срушена ранијим дејством хеликоптера Апач. Положаји на караули „Горожуп” били су на тежишту одбране. Прецизном ватром и активирањем МРУД-ова граничари су зауставили су напад терориста и нанели им велике губитке. Херојство граничара са карауле Горожуп и надљудска прегнућа које су испољили било је за пример. На местима сукоба, посебно у рејону карауле „Горожуп” и на путу ка селу Бинај, непријатељу су нанети велики губици.
Мине распрскавајуће усмереног дејства биле су веће од формацијских и око десет пута јаче. Један МРУД имао је 9 kg експлозива и око 35 kg металних гелера. Све то било је заливено пластичном масом на основи челичне плоче од 10 мм. Активиране су током борбе у критичним моментима. Када се електричним путем мина активира, она одува све испред себе на одстојању око сто метара.
Поднет је извештај команданту о новом пресеку стања на Горожупу, указано на све потешкоће и затражено ојачање снага. Јасно се видело да постојеће снаге нису довољне да се одрже на постојећим положајима.
До доласка јединица ојачања појачано је дејство артиљерије. Бригадна артиљеријска група и минобацачке јединице вршиле су интензивну подршку снага на фронту. Агресор је по сваку цену желео да пробије одбрану, да се кроз међупросторе што дубље уклини у рејон одбране и раздвоји наше снаге. На појединим деловима фронта војници су водили борбу на блиским одстојањима од 30 до 50 метара у оквиру отпорних тачака одбране.
Због јаке бочне ватре коју смо трпели са јужних падина Паштрика, морало се уз одобрење команданта бригаде посести друга линија одбране која се протезала: Горожупска бачила — село Бинај — село Тајец. Избегнута је могућност окружења дела снага на самој државној граници. На линији одбране, јединице су успеле да брзо организују одбрану и да потпуно контролишу ситуацију. Очекивао се долазак јединица ојачања.
До пада мрака на Паштрику је било око 1.000 људи, а сутрадан око 1200 што је било довољно за успешну одбрану на том правцу. Доласком ојачања додатно се појачао морал. На самој граници било је 600 до 700 бораца. Утихнуле су борбе а користећи ноћ учвршћени су положаји и извршило се увезивање јединица на фронту. Осећало се олакшање затварањем међупростора и ојачањем положаја где су била најјача дејства територије са циљем проналажења и наношења губитака трупама ВЈ.
У касним поподневним часовима припадници карауле Горожуп су извршили обухватни напад и по тешком и стрмом терену поред језера успели да се пробију у рејон Карауле „Горожуп”. Изненадним нападом наши војници су разбили терористе на положајима око карауле и поново је посели. Овом храбром иницијативом граничара објекат карауле иако срушен, опет је био у нашим рукама. То је позитивно утицало на целокупну нашу одбрану.
| Ангажованих ваздухоплова | Ангажованих ваздухоплова | Ангажованих ваздухоплова | Реализовано летова | Реализовано летова | Реализовано летова | Дејство ваздух-земља | Дејство ваздух-земља | Дејство ваздух-земља | Број и маса употребљених убојних средстава | Број и маса употребљених убојних средстава | Број и маса употребљених убојних средстава |
| Борбених                 | Помоћних                 | Укупно                   | Борбених           | Помоћних           | Укупно             | № летова             | № напада             | Укупно дејстава      | маса []                                    | № пројектила                               | № крстарећих ракета                        |
| ------------------------ | ------------------------ | ------------------------ | ------------------ | ------------------ | ------------------ | -------------------- | -------------------- | -------------------- | ------------------------------------------ | ------------------------------------------ | ------------------------------------------ |
| 719                      | 321                      | 1.040                    | 18.168             | 7.927              | 26.095             | 14.191               | 2.300                | 8.800                | 22.000                                     | ≈ 40.000                                   | 1.000                                      |

### Развој ситуације
ОВК је била опремљена разноврсним пешадијским наоружањем током сукоба.
Нешто после поноћи започела је нова артиљеријска припрема албанске артиљерије. Она је дејствовала по резервним положајима снага ВЈ који су у том тренутку били празни. У напад је кренуо нови талас терориста који су у међувремену променили тактику. Уместо отвореног ешалонираног напада они прешли у тихо подилажење положајима 549. моторизоване бригаде и када су пришли на око 50 метара од прве линије започели су укопавање по групама. Око један час ујутру терористичке снаге су отвориле ватру по десном крилу одбране ВЈ. Циљ откривања положаја ВЈ није постигнут због изостанка ватреног одговора припадника 1. моторизованог батаљона. Убрзо потом је отпочео пешадијски напад који се водио великом жестином и карактерисан је блиском борбом. Раздаљина између зараћених страна била је смањена на свега 20 до 30 метара и започела је борба ручним бомбама. Иако је постигнута премоћ у бројности и наоружању терористи нису успели да потисну припаднике ВЈ. Између новоископаних првих ватрених положаја терориста и положаја снага ВЈ налазио се брисани простор који је допринео великим губицима нападача. Постигнуто је велико борбено изненађење и терористичке снаге су кренуле у повлачење.
Око 3.40 часова 27. маја прекинута су дејства и терористичке снаге су се повукле на почетне позиције претрпевши велике губитке. Снаге ВЈ на првој линији одбране, упркос великој жестини борбе вођене тога јутра, нису имале губитке. Током јутра, албанске снаге су започеле извлачење рањених и погинулих без дејства снага ВЈ. Током дана, дејствовала је артиљерија албанске војске и настављени су напади копнених трупа у таласима. НАТО стратези су крајем маја започели разговоре и планирање о уласку копнених трупа НАТО-а у борбена дејства на граници, као подршка ОВК снагама.
Пошто су се шиптарске снаге уклиниле планирали смо да те уклињене џепове очистимо нападима у бокове како би поново држали комплетну граничну линију. Одлучили смо да тежиште наше одбране буде на првој линији и упорном одбраном не дозволимо продор непријатеља у долину реке Бели Дрим.
Са командантом сам разменио мишљење по овом питању. Командант је одлучио да нам упути јединицу добровољаца. Са њима је до сада реализовали више анти-терористичких борбених дејстава и добро смо се познавали. Јединица је састављена од добровољаца из Русије, Украјине и наших добровољаца који су имали борбеног искуства. Јединица је имала четири одељења, укупно око 35 људи. Прихватили смо их на Паштрику и увели у ситуацију на терену. Припадници прве моторизоване чете 1.мтб држали су своје положаје и пружали су ватрену подршку добровољцима током ликвидације уклињених шиптарских делова.
После успешног дејства добровољаца наше јединица вратиле су се потпуно на нашу граничну линију. Успостављена је чврста линију на самој граници. До краја рата никада више гранична линија није прешла у непријатељеве руке. Сада се могло дејствовати према врху планине Паштрик и по резервама непријатеља. После заузимања положаја на граници јединице су наставиле са чишћењем простора око граничне линије. Поправљана је линија одбране поседањем погоднијих положаја.

### Битке на граничној линији
Сутрадан, 28, као и 29. маја, константно су се смењивали напади ОВК. НАТО авијација им је пружала директну блиску подршку. Са албанске стране границе је све време вршено извиђање беспилотним летелицама, са задатком откривања положаја ВЈ за хеликоптерска и друга борбена дејства. Само 29. маја је изведено више од 150 летова авијације НАТО у подручју Паштрика.
Како први напади нису дали планиране резултате, НАТО авијација је појачала дејство на граничној линији. После краћег затишја, два бомбардера B-52 су 30. маја прелетела границу и бомбардовали су источни део села Планеја.
То је било до тада невиђено и неочекивано од стране агресора. Узимајући у обзир намену стратегијске авијације, да се употребљава на стратегијској дубини од 100 и више километара од фронта, све смо могли очекивати али дејство ове врсте авијације на самој граници нисмо.
Та стравична дејства се заиста не могу описати, изруче 110 тона бомби и поклопе простор 200 са 800 метара. Ту површину сравне са земљом. Растиње, камене ограде, електрични стубови, све нестане остану само патрљци. Вишеспратне куће постану само мало веће гомиле шута, црепа и арматуре. Зато се ова врста дејства стратегијске авијације назива „Тепих бомбардовање”. Било је очигледно да агресор покушава да по сваку цену уништи снаге одбране на Паштрику и створи услове за улазак терориста на нашу територију.
У овом нападу погинуо је један а рањено 20 бораца ВЈ. Истовремено је започет још један фронтални напад на граничну линију. Борбена група јачине око 400 терориста је нападала, али нису успели да пробију одбрану снага ВЈ.
Страни медији већ су били известили да су Шиптарско-терористичке снаге потпуно овладали десном обалом реке Дрим и да предстоји њихов улазак у Призрен. Такође су известили о уништењу два батаљона наше војске као и да влада потпуни хаос. Ништа од тога није било истина, била је то чиста пропаганда. Стање на фронту остало је непромењено, и даље смо чврсто држали наше линије.
Терористи су више пута покушали напад преко врха Паштрика. Тај положај бранила су четири одељења са по 10 људи, свега 40 бораца. Били су наоружани са стрељачким наоружањем, митраљезима, снајперским пушкама, снајперским пушкама „Црна стрела” и минобацачима 60 мм. Преко врха Паштрика и објекта Врапче који је био у близини, терористи никада нису успели да се пробију одбрану на том правцу.
Најтежи дан био је 31. мај 1999. године, још једном је храброст браниоца била на испиту. Непријатељ је употребио све снаге и покушао да изврши продор на територију Метохије. Тек што је свануло уз снажну подршку хаубица, вишецевних бацача ракета и минобацача, почео је нови напад агресорских јединица са територије Албаније. Правци напада били су од албанске карауле „Погај” ка нашој караули „Горожуп” и на правцу село Шајгин — село Бинај. Агресор је нападао снагама јачине од око 1.500 људи. Релативно јаке пешадијске снаге терористи су ангажовали на уском простору. Непријатељ је очекивао да ће концентрацијом снага лакше пробити одбрану наших јединица и направити дубљи продор.
То им није помогло. На појединим деловима фронта само су успели потиснути мање групе наших бораца са граничне линије. Дубље продоре нису могли направити. И овога пута дочекани су масовним дејствима наших браниоца. Борци су дејствовали прецизном запречном ватром и активирали МРУД-ове. Борбе са терористима водиле су се на блиским одстојањима. Карактеристично је да су дејства била масовна, великог интензитета а на појединим местима и у домету ручних бомби. Током целог преподнева непрекидно су се смењивали звуци обостраног дејства артиљерије и стрељачке ватре. Нато авијација дејствовала је снажно у подршци терориста на копну. И поред свега чврсто су држани положаји.
Посебно током овог дана бројни су примери херојства, пожртвованости и личних примера браниоца. Током борбених дејстава и одбране државне границе на Паштрику у тим тренуцима све се решавало, коначни исход битке и рата. Непријатељ је мењао тежиште, места покушаја пробоја нашег првог ешелона али нигде није успео пробити. У више наврата рукујући ватром минобацача 120 мм остваривали смо ватре и много ближе нашим положајима него што мере безбедности дозвољавају.
Негде око 13 часова ломило се да ли ће непријатељ успети да се пробије или ће браниоци задржати своје положаје. Старешине на ИКМ процени су где се налазе непријатељске главне снаге и одакле их доводе ка караули „Погај”. Одлучили су да свим снагама и концентричним дејствима јединица подршке се поклопи та просторија. Правилна је била процена одакле надиру главне снаге непријатеља. Употребљена су два пражњења батерије вишецевних бацача ракета, бригадна артиљеријска група хаубица 122 мм, батаљонска група минобацача 120 мм и поклопљене су главне снаге непријатеља.
Батерија ВБР 128 мм „Огањ”, излазила је из реона размештаја на ободу града где је била маскирана. Излазила је асфалтним путем поред кога се налазе дрвореди старих дудова. Крошње са обе стране пута помагале су у маскирању покрета и изласка ВБР-ова на ватрени положај. Изласци нису били откривени. Пут ка караули „Врбница” водио је на унапред одређена места која су била обележена белом бојом на асфалту. Свако возило знало је своје место а скок је био брз и увежбан. По доласку на обележено место врши се кратко припрема за дејство по Плану ватри и заузимају елементи за дејство по унапред припремљеним елементима. На извршну команду вршено је дејство по непријатељу. За кратко време испољено је бочно дејство по датом циљу. Одмах након тога извршена је припрема за марш и враћање на место где су били и поново је вршено маскирање. Најдуже 5-10 минута након дејства већ би се створили НАТО авиони А-10 у ваздуху и тражили циљ али наши ВБР-ови нису били ту.
После дејства свим снагама подршке стање на самој борбеној линији се стабилизовало и почела је општа бежанија непријатеља. Код бранилаца осетило се олакшање. Десетак дана након тога непријатељ је камионима извлачио погинуле.
Предузете су одмах мере пружања помоћи рањеним и њихова евакуација. Такође одмах се кренуло са попуном муниције свих састава на првој линији. На Врбничком правцу и у рејону карауле „Ликен” није било дејстава.
После стабилизације стања на фронту у поподневним сатима непријатељ је снажно употребио авијацију. Изненада грмљавина авио мотора почела је да пара небо. За неких сат времена небо је прекривено НАТО бомбардерима. Од 10 до 15 авиона непрекидно се налазило у ваздушном простору изнад нас међу којима је било и А-10. Као у узаврелој кошници летели су у све стране и тражили циљеве за дејство по рејону Шех махале где је било ИКМ.
Настављено је дејство НАТО авијације, чула се подмукла тутњава авиона, гађали су сваку кућу у Шех махали а земља се непрекидно тресла. Орило се од наизменичних експлозија, земља је подрхтавала. Неколико сати трајало је дејство по Шех махали. Највише је бачено бомби МК-82 од 225 kg, а само један авион А-10 може понети 18 оваквих бомби. И овој пута дејствовао је топом и гранатама чије је језгро са осиромашеним уранијумом. Поред дејства НАТО авиона претила је и смртоносна прашина која се дизала после сваког удара гранате. Приликом удара у циљ долази до експлозије урана муниције. Стварају се велике температуре и распрскавања на милионе делића који су смртоносни. У прашину су се налазиле и те честице осиромашеног уранијума. Радиоактивност се повећава на око 20.000 пута више него што је природна радиоактивност. Било је језиво.
У једном тренутку погођена је зграда где се у подруму склонило 36 војника и старешине са ИКМ. Авио бомба захватила је само половину зграде. Од 36 сви који су се налазили у делу зграде који је погођен авио бомбом погинули су. Погинуло је осам а десет војника је рањено. Погинуо је и потпуковник Бошко Лемић начелник ПВО 549. мтбр.
Непрекидно дејство авијације отежавало је спашавање затрпаних, повређених и рањених. Чињењем надљудских напора, ризикујући своје животе у спашавању затрпаних сабораца у подруму истакло се петнаестак војника и резервиста који су улазили у подрум и извлачили повређене.
У размаку између два дејства авијације водила се борба за извлачење затрпаних војника испод бетонских плоча. Ситуација је из минута у минут постајала све драматичнија и тежа.
Морало се довести део технике, утовариваче и дизалицу из Призрена, како би извукли тела погинулих из рушевина. Радило се иако су авиони стално били изнад. Кад налете и по процени да могу напасти, људство је напуштало машине и склањало се да би по престанку опасности настављало рад. До сванућа јединице за рашчишћавање и пружање помоћи успеле су да уклоне рушевине и дођу до погинулих.
Колико су интензивна борбена дејства била говори и чињеница да смо тог дана имали укупно 10 мртвих и 115 рањених.
Сви припадници како рањени тако и погинули извучени су из рушевина и евакуисани. Отпочео је транспорт рањеника у призренску болницу где смо имали четири хируршке сале. У њима су вршене операције и спасавани животи. Свих 115 рањених медицински су збринули. Теже рањени су оперисани и рано ујутру, санитетским аутобусима и другим санитетским возилима транспортовали у Ниш.
Око 21 час по ко зна који пут гађано је село Планеја, а авијација је по први пут почела да користи осветљавајуће бомбе.
Сви остали дани до 10. јуна били су испуњени борбама али нису имали такав интензитет као 31. маја 1999. године.

### Неуспех агресора
Ситуација се након најтежих напада 31. маја компликовала и сутраданThe Times: Air attack boosts KLA offensive, 1. јуна, специјалне јединице у саставу 549. бригаде добиле су наређење да поврате врхове Паштрика које су снаге ОВК освојиле у претходним борбама. То се није могло постићи без јаке артиљеријске ватрене подршке снага ВЈ. Ови врхови су играли веома велику улогу у плановима НАТО команде. О њој сведочи и мишљење команданта НАТО снага у Европи генерала Веслија Кларка који је инсистирао на блиској и пуној подршци ОВК на тим врховима који би се у случају преласка у руке ВЈ морали повратити по сваку цену.
Ту планину не смемо изгубити. Не смемо дозволити Србима да остану на тој планини. Плаћаћемо америчком крвљу за ту планину ако не помогнемо УЧК да је задржи.
Међутим, и поред освојених врхова на Паштрику, агресор није могао да испуни своје ратне планове. За успешан наставак операције било је неопходно осигурати десно крило напада, те заузети и долину Белог Дрима. Сви дотадашњи покушаји показали су се као неуспешни. Терористичке снаге су губиле на снази и операција је полако посустајала. Након два дана тешких борби (31. мај и 1. јун), престала су велика офанзивна дејства и операција се свела на повремене мање ватрене чарке. Ово је омогућило попуну у наоружању и опреми, те се Војска Југославије на овом правцу потпуно утврдила и учврстила своје положаје. Снаге ОВК су биле практично одбачене на почетне положаје и операција Стрела је претрпела неуспех. Такође, према мишљењу НАТО званичника, снаге ОВК су претрпеле велике губитке и нису успеле да створе услове за отварање коридора између СРЈ и Републике Албаније. Међутим, напади су настављени и даље, све до завршетка оружаних сукоба. Неколико дана касније, 5. јуна, терористи су координисаном минобацачком и артиљеријском ватром извели јаке нападе у подножју планине Паштрик. Два дана касније, два стратешка бомбардера B-52 су извела бомбардовање планине након кога је НАТО проценио потпуни борбени успех овог лета и погибију стотина војника ВЈ, што је касније оповргнуто.

## Повлачење Војске Југославије са Косова и Метохије
Након слома операције Стрела, 9. јуна 1999. године потписан је Војно-технички споразум у Куманову, који је означио престанак ратних дејстава НАТО над Савезном Републиком Југославијом. Припадници Приштинског корпуса и осталих јединица ВЈ, као и снаге полиције, повукли су се са територије Косова и Метохије након месеци тешких борби. Међу последњима, територију Косова и Метохије су напустиле јединице које су се налазиле на падинама Паштрика. После повлачења јединица са државне границе 12. јуна, 14. јуна 1999. извршено је и потпуно повлачење ВЈ са Косова и Метохије. Јавиле су се потешкоће, с обзиром на то да су трупе КФОР већ ушле са својим контингентима у градове, док се ОВК појављивала у све већем броју. Постојала је опасност оружаног сукоба током повлачења. Како је албанско становништво започело убиства и рањавања српских и других цивила неалбанске националности, колона истурених делова 549. бригаде се пробијала преко Призрена да би се код Приштине прикључила главној колони Војске Југославије.
За своје ратне заслуге, дејство и испољену храброст припадника, 549. моторизована бригада је 16. јуна 1999. године одликована Орденом народног хероја као прва јединица ВЈ која је одликована тим Орденом.
И овом приликом показало се да војска која је мотивисана, која има висок борбени морал, која зна шта брани је практично брана за агресора, без обзира колико он био надмоћан и у људству и посебно у материјално-техничким, односно борбеним средствима. Велики је број случајева херојског односа обичних војника и старешина нижег нивоа јер овде су посебну умешност у командовању показали непосредни командири одељења, водова, који су на ширини фронта од око 6 km често били груписани у оквиру своје ватрене тачке и који су врло успешним маневром ватре успевали да задрже нападе вишеструко бројно надмоћнијег непријатеља.— Генерал Божидар Делић, командант 549. моторизоване бригаде

## Тактика зараћених страна

### Војска Југославије
Војска Југославије је ушла у рат против вишеструко надмоћнијег непријатеља. Како је НАТО авијација имала потпуну превласт у ваздушном простору и непрекидно изводила борбена дејства, ВЈ је била принуђена да користи приручна средства и лукавост да би избегла и смањила губитке. Честе промене положаја, маскирање, прекид борбених дејстава, постављање лажних положаја, макета борбених средстава, вештачких топлотних и радарских зрачења („мамаца”), били су неки облици тактичких обмањивања агресора. Артиљерија ВЈ је била под посебним притиском због присуства страних инструктора и плаћеника опремљених савременим средствима лоцирања положаја дејства, што је значајно смањивало њене борбене ефективе. Међутим, и под тим тешким околностима артиљерци су се трудили да пруже максималну ватрену заштиту трупама 549. моторизоване бригаде на првој линији одбране. Употребљавани су минобацачи калибра 82 mm, вишецевни бацачи ракета калибра 128 mm као и артиљеријска оруђа из других сектора у борбеном домету. Праћен је принцип сличан артиљеријској подршци снага у зони одговорности 125. моторизоване бригаде током Битке на Кошарама.
Војници ВЈ на редовном служењу војног рока, током 1998. стекли су борбена искуства и разрадили технике и тактике борбеног груписања и дејства у својој зони одговорности. У позадини, местима окупљања и концентрације радили су се заклони пуног профила уз коришћење приручних средстава за ојачавање истих. Користили су се редови балвана и дебели слојеви земље као осигурање у случају поготка минобацачких мина, граната и шрапнела. Овакви заклони су често спашавали животе војника током артиљеријских припрема и баражне ватре која је долазила са албанске стране границе. Сама граница је у одређеним проходнијим деловима била густо минирана по шеми шаховских поља. Јединице 549. моторизоване бригаде су на граничној линији и у дубини територије, на тенкопроходним правцима поставиле до 15.000 противтенковских мина и неколико десетина хиљада противпешадијских мина разних типова. Коришћене су стандардне нагазне и распрскавајуће противпешадијске мине као и приручна експлозивна средства (ручне бомбе, експлозиви и сл.).
Војска Југославије је, и поред велике надмоћности непријатеља и константних напада из ваздуха, успела да пружи јак отпор. Артиљеријском подршком и великом спретношћу, ВЈ је доказала да је и поред 70 дана непрекидног бомбардовања била спремна за велике војне операције.

### ОВК
Укључена у пешадијска дејства, ОВК је користила мешавину масовних пешадијских напада и убацивање трупа по групама. Први напади на јединице ВЈ су изведени масовним покретима пешадије у таласима. Они нису уродили плодом. Напротив, проузроковали су велике губитке у људству и опреми. Ова тактика је настављена током операције али су мање јединице у недостатку успеха почеле да избегавају директан контакт са јединицама ВЈ на првој линији одбране и почеле да се деле на борбене групе које су у деловима убациване на територију Косова и Метохије. Оваква тактика је дала одређене резултате у каснијим дејствима делом због умањивања губитака и уочљивости терориста, а делом и због бројчане надмоћности над јединицама ВЈ које су покривале тај терен. Велики проблем терориста представљало је и мешовито опремање где су неке групе користиле модерно и далекометно наоружање пореклом из Немачке и САД док је већина терориста користила застарело и прилично непоуздано наоружање лоше производње. Током саме операције, ОВК је у Албанији опремана из иностранства наоружањем које је између осталог потекло и из Турске. Као подршка копнених нападима коришћени су противавионски митраљези 12,7 mm као и минобацачи и остала оруђа артиљерије. Осим тога велики проблем представљала је и обука која је такође била различита од јединице до јединице. Док су неке групе обучаване дуго и уз посредство страних инструктора већина терориста је у операцију кренула уз слабу основну пешадијску обуку која је, у многим случајевима, трајала само четири недеље. То је условило велике губитке у људству и дезорганизацију током првих напада. ОВК је користила пропаганду пре и током дејстава. Након отпочињања Операције стреле, 26. маја, агенција Косовапрес је објавила почетак офанзиве у пределу Паштрика, заузимање целе планине, уништавање југословенских граничара и њиховог ратног материјала као и мале губитке на страни ОВК.

### НАТО
НАТО снаге су примениле класичну ваздухопловно-копнену операцију уз непрекидно потенцирање умањивања сопствених губитака. У пропагандне сврхе су трупе 549. моторизоване бригаде засипане хиљадама летака из ваздуха где су позиване да се повуку и дезертирају. Албанска артиљерија је била одлично координисана са америчким ваздухопловством током дејства и најчешће је у недостатку мета дејствовала по путевима и објектима у позадини снага ВЈ. Са друге стране пешадијске снаге нису се добро уклопиле у ову замисао те су забележени и случајеви где су јединице из састава 549. моторизоване бригаде напуштале одређене положаје под великим притиском, у њих улазиле снаге ОВК које би онда биле засуте тепих бомбардовањем од стране НАТО-а. Такође, НАТО авион А-10 је 1. јуна са седам бомби грешком бомбардовао и бункере албанске војске на самој граници када је једна избеглица рањена.
НАТО снаге су користиле и технолошку предност у оптоелектронској опреми за контролу артиљеријских положаја Војске Југославије, поседујући прецизне податке за контра-баражно ватрено дејство, дејства из ваздуха и навођење снага ОВК. Непрекидно су располагали извиђачким подацима у стварном времену из беспилотних летелица. У многим ситуацијама дејствовано је стратешким бомбардерима  по тачкастим и појединачним циљевима. Тако су слабили распоред и уништавали делове формација ВЈ, чиме су отварали поједине коридоре за убацивање и јачање албанских снага. Посебно су бомбардовани истурени положаји ВЈ у близини границе као и командна места у непосредној близини првих линија. Осим уништења борбених групација посебан приоритет је дат прекиду везе са залеђем и онемогућавању пристизања појачања и снабдевања из унутрашњости територије Метохије. Међутим, након престанка сукоба није утврђено да ли су напади стратешким бомбардерима B-52 и B-1 имали већи стратешки значај у уништавању важних војних циљева ВЈ.